# Alabastrové pobřeží

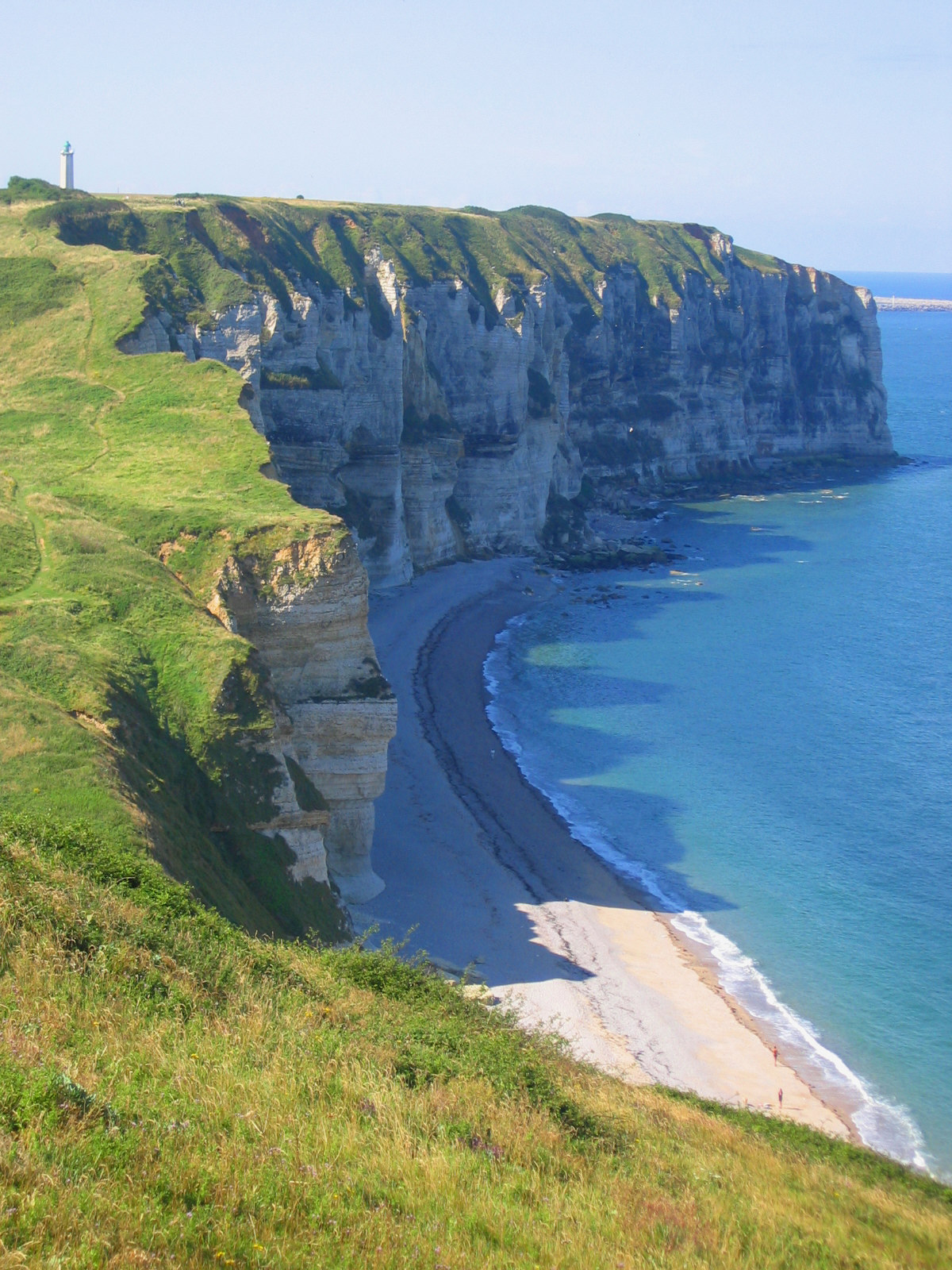
Alabastrové pobřeží

Alabastrové pobřeží je část francouzského pobřeží na břehu kanálu La Manche. Táhne se po celém mořském pobřežím Pays de Caux a většině pobřeží v Seine-Maritime. Od roku 2009 patří Alabastrové pobřeží mezi místa spadající do systému Natura 2000.
Název se odvozuje od bílé barvy vysokých křídových skalních útesů, které toto pobřeží z velké části vytvářejí. Tyto útesy se zformovaly do malých údolí (tzv. valleuses), což jsou údolí vytvořená malými říčkami, které se vlévají do moře. Nejznámější jsou zajímavě tvarované útesy v Étretatu a nejvyšší útesy v Tréportu.
Nejvýznamnější přístavy ukryté v těchto skalách:
- Étretat,
- Fécamp,
- Dieppe,
- Saint-Valery-en-Caux,
- Le Tréport.

Alabastrové pobřeží se táhne z Pays de Caux (z Havre až do Dieppe) a z Petit Caux (z Dieppe až do Tréportu).
Bělostné skalní útesy, které daly pobřeží jméno, se zvedají až do výšky 120 m a vytvářejí světově unikátní krajinu. Pouze tři řeky pronikly tímto masivem a umožnily vznik malebných městeček:
- řeka Valmont – Fécamp
- řeka Arques – Dieppe
- řeka Bresle – Le Tréport

Vysoké křídové stěny se zvedají do výšky 60 až 120 metrů nad hladinou moře, skály jsou místy černé díky žílám černého křemene. Neustálým působením moře dochází k narušování části nacházející se pod vodou, což vede k sesuvům výše položených částí skal do moře.
Křídové částečky se rozpouští ve vodě, které dávají šedivou bronzově mléčnou barvu, zatímco tvrdé části z křemene voda omílá a vytváří dokonale hladké oblázky. Jemný prášek, který postupem času vznikl z těchto oblázků, se používá k výrobě porcelánu a v chemickém průmyslu.